# Chang Ki
Dans ce nom chinois, le nom de famille, Zhang, précède le nom personnel.
Pour les articles homonymes, voir Zhang Ji et Zhang.
Chang Ki ou Zhang Ji (chinois 張繼 ; 31 août 1882 Cangxian, Hebei - 15 décembre 1947 Nanjing) est un révolutionnaire contre la dynastie Qing et un anarchiste chinois de la première heure qui est devenu un membre dirigeant de droite du Kuomintang (parti nationaliste chinois).
Chang a été le premier président de l'Université catholique Fu-Jen de juin 1929 à décembre 1947.

## Carrière
Après une formation classique en Chine, Chang se rend au Japon en 1899, où il étudie à l'Université Waseda. En 1900, il rejoint d'autres étudiants chinois à Tokyo pour former la Qingnianhui (société de la jeunesse) anti-Manchu et se lie d'amitié avec d'autres révolutionnaires, Zhang Binglin et Zou Rong. Il est attiré par les radicaux japonais tels que le journaliste Shūsui Kōtoku. Il collabore à Subao, le journal de Shanghai qui est un centre d'activité et de publication révolutionnaires. Lorsqu'il enseigne à Changsha, dans le Hunan, il devient également un camarade de Huang Xing, un autre révolutionnaire de la première heure. En 1904, il publie un essai influent intitulé « Anarchisme et l’esprit des anarchistes ». Inspiré par ses lectures sur la Révolution française et l'esprit de Danton, Chang a défendu le terrorisme et l'assassinat :
Les terroristes ont déclaré ouvertement: « la fin justifie les moyens. Cela signifie que, quels que soient les moyens, si je peux atteindre mes objectifs, je peux les utiliser. Si mes moyens peuvent apporter la sécurité à la population de la nation, même si cela implique de tuer, je peux l'utiliser. La théorie des anarchistes est semblable à celle-ci; c'est pourquoi ils préconisent l'assassinat. ».
En 1905, Chang est forcé de rentrer au Japon avec un prix sur la tête. Là, il a rejoint l'organisation de Sun Yat-sen, la Tongmenghui (Société révolutionnaire) et est nommé éditeur de son journal, Minbao (journal populaire). Il ridiculise le rival de Sun, Liang Qichao, l'appelant « un pet de cheval ». Lui et Liu Shipei sont influencés par les radicaux japonais et deviennent le pendant à Tokyo des anarchistes parisiens.
Les années 1908-1911, Chang passe à Paris, à Genève et à Londres. À Paris, il est présenté à Li Shizeng et Wu Zhihui, responsables d'un groupe d'anarchistes. Il passe l'été 1908 dans une commune rurale anarchiste du nord de la France, la Colonie d'Aiglemont, où il trait des vaches et discute de l'anarchisme avec des activistes de nombreux pays. Il retourne en Chine lorsqu'il entend parler de la révolution de 1911 et est brièvement membre du Parti socialiste chinois de Jiang Kanghu, mais rejoint vite Sun Yat-sen. Cependant, Chang et Sun ont une brève dispute lorsqu'ils s'opposent au plan de Sun visant à réorganiser son parti politique afin de lui demander une loyauté personnelle. Après plusieurs années de voyage en Europe, aux États-Unis et au Japon, Chang devient le directeur des affaires du parti pour le nord de la Chine chez Sun en 1920.
Dans les années 1920, Chang occupe de hautes fonctions au sein du parti nationaliste et s'oppose à l'influence du parti communiste chinois, que Sun avait invité à devenir membre de son parti. Après la mort de Sun en 1925, Chang est élu au Conseil des Affaires d'État et s'associe au groupe connu sous le nom de clique de Western Hills qui se réunit en novembre 1925 pour s'opposer à l'influence communiste. Au début des années 1930, les dirigeants nationalistes envoient à plusieurs reprises Chang pour négocier avec les forces provinciales agitées. Lors d'un incident célèbre en 1935, Chang et Hu Hanmin sauvent Wang Jingwei d'un l'assassinat en sautant devant lui pour le protéger d'une bombe. Après le déclenchement de la guerre en 1937, Chang s’occupe de rassembler et d’éditer des documents pour l’histoire du parti. En 1945, il continue de faire des courses de parti et, en 1947, devient directeur du Guoshiguan (institut d'histoire nationale).
Chang est décédé à Nanjing, à l'âge de 66 ans, le 15 décembre 1947.

## Remarques
1. ↑  輔仁大學 校史室 >>輔仁歷史軌跡
2. 1 2  Howard L., et al., eds Boorman, Biographical Dictionary of Republican China Volume I, New York, Columbia University Press, 1967 (ISBN 0-231-08958-9) p. 16.
3. ↑  (en) Arif Dirlik, Anarchism in the Chinese Revolution, Berkeley, University of California Press, 1991, 326 p. (ISBN 0-520-07297-9, lire en ligne) p. 65.
4. ↑  (en) Peter Gue Zarrow, Anarchism and Chinese Political Culture, New York, Columbia University Press, 1990, 343 p. (ISBN 0-231-07138-8) p. 31 et 45-47
5. ↑  (en) Peter Gue Zarrow, Anarchism and Chinese Political Culture, New York, Columbia University Press, 1990, 343 p. (ISBN 0-231-07138-8) p. 78
6. ↑  Howard L., et al., eds Boorman, Biographical Dictionary of Republican China Volume I, New York, Columbia University Press, 1967 (ISBN 0-231-08958-9) p. 19-20.
7. ↑  Howard L., et al., eds Boorman, Biographical Dictionary of Republican China Volume I, New York, Columbia University Press, 1967 (ISBN 0-231-08958-9) p. 20.